# いちばんうしろの大魔王
『いちばんうしろの大魔王』（いちばんうしろのだいまおう）は、水城正太郎による日本のライトノベル。イラストは伊藤宗一が担当。HJ文庫（ホビージャパン）より2008年2月から2014年3月まで刊行された。
メディアミックスとして、『チャンピオンRED』（秋田書店）2008年11月号から2014年2月号までコミカライズ版が連載。作画は原作の挿画と同じ伊藤宗一。また、テレビアニメが2010年4月から6月まで放送された。

## あらすじ
西暦30世紀の世界。魔法が当然のように存在するこの世界で、100年前に勃発した人類と魔王の大戦争は多くの犠牲を払いながらも人類の勝利で終結し、大きく傷付いた文明の傷も癒えようとしていた。そんな折、1人の魔女が生後間もない乳飲み子を抱えてある街に降り立ち、コ＝ロ神教会の前へその新生児を置いて姿を消した。
10年後、教会に引き取られたその子供は「紗伊阿九斗」という名を与えられて孤児院で育てられるが、常に平等と博愛を説き「聖人君子」を地で行く阿九斗の姿は周囲の人々を畏怖かつ困惑させた。しかし、当の阿九斗本人は他人に迷惑をかけないよう慎ましく生きたいと考え、やがて養子縁組の話がもたらされる。
ところが、阿九斗が孤児院を出る日に入れ替わりで孤児院へ預けられることになった少女が、寂しさからどうしても泣き止まずに周囲の大人たちを困らせている様子を見た阿九斗は、咄嗟に生活費として手渡されていた資金で高価な宝石の付いた髪飾りを買い、少女にそれをプレゼントしてしまう。阿九斗は少女に、「その髪飾りを大事にし続けていればきっとまた会えるはずだ」と告げ、孤児院を後にした。
5年後、阿九斗はコンスタン魔術学院高等部への編入試験に合格し、養父の元を離れることになった。魔法学院へ向かう途中のバスで、阿九斗はスハラ神への信仰と義理人情を重んじる在校生・服部絢子と友情の誓いを立てるが、その後に受けた健康診断の職業適性審査で、全く予想していなかったことを告げられてしまう。
「編入番号021番・紗伊阿九斗。将来の職業、魔王」
どうして職業適性が世界に破壊と絶望をもたらす存在である魔王とされたのか、阿九斗には全く心当たりが無かったが、噂はたちどころに学院内へ広まってしまう。学院では阿九斗が直接犯罪行為に手を染めない限りは普通の生徒と同様に扱うとの決定が下されるが、その日のホームルームで学級委員の座を巡って絢子と口論になってしまい、自身も今まで気付かなかった膨大な魔力の制御に失敗。大爆発を引き起こし、教室を全壊させてしまう。
その日から、学院を卒業するまで続く阿九斗の「魔王になる運命を克服する試練」が始まるのであった。
物語が進む中、実は阿九斗達が生きる世界は阿九斗達のいる宇宙から見た時の外の宇宙の存在に作られた箱庭の世界であったと判明、帝国と帝国から脱出した人々が建国していた共和国の戦争において核兵器が使用されたことで多くの人々が落命する。
絢子や不二子を失った阿九斗は全ての人々を死後の世界に送り、死後の世界で絢子・不二子・淑恵と結婚、終わりのない死後の世界で２０００年に渡り絢子・不二子・淑恵と共に性欲を発散させる日々を過ごす。
その日々を終わらせた後、外見は違うが記憶だけは忘れずにいた絢子・不二子・淑恵が生きる他の世界を作る。栄子、望一郎、ヒロシとの対談を経て、ヒロシ以外の全ての魂は阿九斗が吸収し全てが終了する。
その後、一人だけ時間経過とは無縁であったヒロシだけがヒロシを主人公とする世界で生きることとなる。 

## 登場人物
声優はドラマCD版 / テレビアニメ版の順。

### コンスタン魔術学院
紗伊 阿九斗（さい あくと）
声 - 小野大輔 / 近藤隆、明石香織（子供時代）
本作の主人公。身長182cm。体重71kg。生後間もなくコ＝ロ神教会の前に棄てられていたところを保護されて孤児院で10年間を過ごした後、里親に引き取られてコンスタン魔術学院高等部の編入試験に合格。本人は普通の学園生活を送りたいと思い、卒業まで周囲に迷惑をかけず慎ましやかに過ごそうと考えていたが、健康診断で適正職業を「魔王」と告げられたことにより、編入先の1年A組を初め学院中の注目を否応無しに浴びる存在となってしまう。
弁論の能力は天才的で、それが味方（特に女性）を増やす武器となる一方、誤解と警戒を招く原因にもなっている。また、学院へ編入するまでは全く自覚が無かったものの膨大な魔力を有しており、制御に苦慮している。
アニメ版ではコンピューター神が滅びた事で魔王としての役目から解放され、自分と関係の深い人物達以外からは自分が魔王である記憶が無くなり、ようやく普通の学園生活を送れると思っていたが、２度目の健康診断の適正職業を受けたら再び『魔王』と告げられてしまい、また元の苦悩する日々を送る事になる。
三輪 寛（みわ ひろし）
声 - 粕谷雄太 / 代永翼
高等部1年A組。阿九斗の級友。背が小さめ。
最終巻では阿九斗には絶対に出来ない方法で「人類を救う」事に成功するが、その代償は重く、他の皆がいないのにヒロシが主人公となる世界をたった一人で生きることになった。
阿九斗が登校初日に披露した弁論に感化されて以降は彼の「一の子分」を自称し、けーなと同様に阿九斗の間違った悪評が広まる原因を作っている。絢子の妹のゆう子に好意を持っている。
実家は学院の研修施設と同じ離島にあるが、祖父の代が最初の入植者であるにもかかわらず「勇者の伝説」が語り継がれており、島民や家族から「将来の勇者」呼ばわりされることを嫌っていたため、里帰りには消極的であった。ところが、伝説が残されている湖で祖父が若い頃に隠したと思われる短剣を発見し、スーパーヒーロー・ブレイブに変身する能力を得る。
ブレイブ
寛が変身する「勇者」。その正体は対魔術戦用の戦闘ユニット（パワードスーツ）であり、レーザー砲や高周波ブレードといった強力な武装、さらにはマナキャンセラーによる魔法無効化能力を有する。ユニットの着装・武装は搭載されているAI・D13（声 - 明石香織）によって管理される。正体を知る者は阿九斗たちや家族など、身近な人物に限られる。
曽我 けーな（そが けーな）
声 - 中原麻衣 / 豊崎愛生
本作のメインヒロイン。高等部1年A組。阿九斗の級友。とてつもない天然ボケの上、飛行魔法以外の技能が不得手なドジっ娘だが、普通の勉強に関しては成績がよい。勘違いから「あーちゃん（阿九斗）を護衛するのは自分の役目」と言って聞かないが、護衛が務まるだけの実戦能力は持ち合わせていない。また、公にはしていないものの透明人間になる能力を持っている。しかし、着ている衣服までは透明化できないため、その都度必ず全裸にならなければならない。
阿九斗が孤児院を出た日に少女へ渡したものと酷似した髪飾りを身に付けているが、けーな自身はそれを入手した経緯を覚えておらず、少女とけーなが同一人物かどうかの確証は現時点では得られていない。望一郎は髪飾りを自分があげた物と言っているが、けーなそっくりの女性も同じ髪飾りをしていた。
「ご飯さえあればおかずは要らない」という筋金入りのご飯（白米）好きで、「みんなで仲良くご飯を食べれば喧嘩も戦争も無くなるのに」と公言して憚らない。犬が苦手。
望一郎によると「自同律」と呼ばれる存在らしい。そのせいか、アニメ版では時々おかしくなるところがあり、けーなとは違う人格が現れることがあった。
加寿子が死亡した後、皇帝の秘術の源であるアイテムが身体に取り込まれてしまい、新たな皇帝となる。
服部 絢子（はっとり じゅんこ）
声 - 白石涼子 / 日笠陽子
本作のヒロインの1人。高等部1年A組。阿九斗の級友。物語の終盤、核兵器の爆発により落命。
スハラ神を信仰する一族である服部家の一員で、将来は軍属を希望している。胸にサラシを巻き、六尺褌を主に着用している。
同乗したバスで知り合い友情の誓いを立てた阿九斗に惹かれるものを感じるが、彼が魔王になると予言されてからは誤解に誤解を重ね、一方的な敵愾心を燃やす。しかし、まもなくそれを超えて阿九斗への想いを抱くようになる。
同じくスハラ神を信仰する一族である照屋家とは、大戦後に禁止された黒魔術の扱いを巡って路線対立が続き、現在では不倶戴天の敵同士となっている。そのため、栄子とも代々犬猿の仲。
日本刀を得物としており、5巻以降は実家に伝わる名刀「ソハヤノツルギ」を使う。アニメ版では、魔王となった阿久斗を助けたいという思いで鞘から抜く。
ころね
声 - 茅原実里 / 悠木碧
本作のヒロインの1人。阿九斗が犯罪に手を染めないよう、学院が政府へ要請して派遣されてきたリラダンの監視員。周囲に警戒を与えないよう、人間の少女の姿をしている。
阿九斗の監視員に就いて以降は24時間体制で彼に張り付き、夜間は阿九斗の部屋にある押し入れで寝ている。感情の起伏が平坦な「無口キャラ」であるが、わざと誘っているかのような扇情的発言で阿九斗をからかうことがままある。漫画版では、舎弟となった寛をさりげなく人形焼きを買うパシリとして使っている。
ポシェットには明らかに収まりきらないサイズの様々な道具が収納されており、臀部には引っ張ることで起動や停止のスイッチになる球形のしっぽが備わっている。

江藤 不二子（えとう ふじこ）
声 - 牧島有希（VOL.1）、高垣彩陽（VOL.2 - ） / 伊藤静
本作のヒロインの1人。高等部3年生。物語の終盤、ザ・ワンとの戦闘により落命。
学院女子寮の寮長を務めており、生徒や教職員からの信頼も厚い才色兼備。両目の下に泣きボクロがある。魔獣を指揮することができる。
誤解から阿九斗に食ってかかるようになった絢子との橋渡し役を買って出るが、本性は非常に腹黒で、学院敷地内にある地下迷宮の隠し部屋で生首となった兄（声 - 鳥海浩輔）を従えて謀略を巡らせている（漫画版では、兄の死の真相を知るために蘇らせ、その真相を知り魔王である阿九斗を引き込もうと考えていた）。阿九斗と絢子の和解を取り持とうとしたのも、やがて魔王になると踏んだ彼に恩を売り、自分の下僕にしようと考えてのことであった。その後、兄が自らの命と引き換えに封印の解除方法を遺した魔王の遺物（ピーターハウゼン）を従えたことで、一転して阿九斗に絶対の忠誠を誓う関係となる。
リリィ 白石（リリィ しらいし）
声 - 神田朱未 / 広橋涼
本作のヒロインの1人。生徒会長。ボーイッシュなボク少女で、背が低いことを気にしている。常に魔女特有の三角帽を被って力を制御しているが、背の低さを指摘されると怒りに我を忘れて帽子を裏返しに被り、力を開放する。また、マナを使ってゴムのように伸ばせる腕は、相手への攻撃をはじめ様々な用途に使える。
コンスタン魔術学院の卒業生は大半が帝国政府の官僚となるため、生徒会長であるリリィも在校生でありながら、阿九斗を魔王として覚醒させないための対策について政府から直接指示を受ける立場にある。
騎士が嫌いで、騎士団詰所を襲撃・壊滅した経歴があり、騎士の中では「手長鬼」と呼ばれている。そのせいで、さらに騎士が嫌いになった。
大竹 美智恵（おおたけ みちえ）
声 - なし / 竹達彩奈
生徒会副会長。「でありんす」など、廓詞のような語尾で話す。裏地の紅い黒いマントを、制服の上から羽織っている。蝙蝠を操る。
神山 カンナ（かみやま カンナ）
声 - なし / 水原薫
生徒会会計。獣耳が付いている。「ぎゃ」という語尾が特徴。魔法で巨大な狼の姿への変身が可能。
アルヌール
声 - なし / 寿美菜子
生徒会書記。生徒会3人組の中では一番の長身かつ長髪の、眼鏡っ娘。台詞は「ぐが」のみだが、テレビアニメ版では最終話で普通にしゃべった。
鳥井 美津子（とりい みつこ）
声 - なし / たかはし智秋
保健医兼高等部1年A組担任の女性。ネクロマンシーに造詣が深く、阿九斗に「死んだらすぐに死霊として蘇らせてあげる」と本気か冗談かわからないことを、常々口にしている。

### 帝国
照屋 栄子（てるや えいこ）
声 - 佐藤聡美 / 戸松遥
服部家と同じく、スハラ神を信仰する一族である照屋家の一員。帝国公安委員会の公儀隠密でもあり、優れた体術と美貌を活かして暗躍する。
学院敷地内の地下迷宮へ隠された秘宝を阿九斗に入手させることで、彼を魔王として覚醒させる使命を負っている。潜入先であるコンスタン魔法学院の朝礼時に阿九斗を急襲するが、彼に渾身の蹴りを回避されてスカートの中へ顔を突っ込まれたことを機に、色仕掛けで阿九斗を籠絡しようと目論む。そのため、阿九斗の目前では全裸になることや、そのまま彼に抱き付くことすら躊躇しない。だが、ピーターハウゼンが眠っていた洞窟で自分より絢子を助けたことと、絢子の実家で自分より絢子を選んだことで、阿九斗と完全に決別。その後、自分の父親が望一郎に深手を負わされ、自分の手で止めを刺し、照屋家の全権を握った後、照屋家当主は阿九斗によって殺されたと誤報するという完全悪役となる。だがそれも、父親がサイボーグとして蘇生し、再び自分の前に現れたことで、すべての権限を失ってしまう。
代々犬猿の仲である絢子を宿命のライバルと位置付けており、力量も全く互角と言っていい関係である。
大和 望一郎（やまと ぼういちろう）
声 - なし / 新垣樽助
帝国公安委員会に所属する栄子の主。なぜか、100年前の大戦で魔王と対峙した頃から全く年を取っていない。目的のためなら人の命を踏みつけることすら躊躇しない冷酷な部分がある。江藤 不二子の兄を首を絞めて殺している。コンスタン魔術学院学長とは知人。
その正体は、未来世界からやってきた時間旅行者。過去にけーなそっくりの女性が、自同律となって行方不明以来、何度もそういった絶望を味わってきて、同じ自同律の素質を持つけーなを救おうと考えている。
加寿子（かずこ）
帝国を統べる女帝。特殊な処置により若い姿を保っている。自分と同じ存在を見ると我を忘れると言う弱点があるが、2Vが死んで以来冷静さを取り戻せるようになった。「自分に主導権が無いと嫌なタイプ」と自称している。初代魔王ゼロを支配下に置き、人々の指揮を取ろうとするが、阿九斗たちに阻止され失敗し、自らの命を絶った。
神々に頼らずとも使用可能な、皇帝だけの秘術を持つ。マナ球を放つ「八尺瓊勾玉」、光の剣を操る「天叢雲剣」、そして2Vから奪った「八咫鏡」の3つ。死亡後は、新しい皇帝であるけーなへその能力が移転された。

#### CIMO8
ザ・ワン
CIMO8の一員。
犬に寄生した意識生命体
2V（ツーブイ）
声 - なし / 樋口智透（人形）
CIMO8の一員。人形（人造人間）を操る能力「八咫鏡」を持つ。正体は加寿子の双子の姉で、世間から秘匿されて育てられてきた。しかし本人はそれに退屈を覚え、「八咫鏡」を利用して望一郎と接触、CIMO8という地位を得る。
ゼロを自分の制御下に置き、加寿子にとって替わろうとしたが、加寿子に殺され能力と野望を奪われる。
ミスターX
声 - なし / 佐藤晴男
CIMO8の一員。変体的な行動をとるが、対魔術師戦闘のエキスパートの「ノイズ」使いで、ノイズによる音波を発している間自身の強化とともに相手のマナを無効化にする能力を持つ（己の魂の叫びが高い相手に対してはノイズの効力は効かない）。ヒロシの実家のある島を魔獣で襲撃するが、自身は阿九斗に弱点を見破られ後に、ころねに倒され魔獣はブレイブに退治される。因みに、ころねにはノイズは一切効かない。
USD
本名は倉橋賢人（くらはし けんと）。
天才科学者で円子と付き合っていたが啓に円子を殺される、啓に興味と好意を抱いている
エスパー
本名は佐倉啓（さくら けい）。
魔術の天才で孤児院に居た所を拾われ研究者の賢人と円子に養子になる。魔術により自身を美少年に整形する。後に阿九斗の細胞を移植し魔王となる。
モーロック
CIMO8の一員。ハエのような容姿。
ラバーズ
CIMO8の一員。
スキンヘッドの男で戦うときは黒いゴムに体を変化させる。どM。

### その他
ピーターハウゼン
声 - 中井和哉 / 中田譲治
100年前の大戦における「魔王の遺物」で、学院敷地内の地下迷宮（魔王の根城跡地）最深部にある宮殿に封印されていたドラゴン。兄の遺した手掛かりを基に封印を解除して覚醒させた不二子へ襲いかかるが、彼女を庇いながら自分と互角の力で渡り合った阿九斗を新たな主と認める。
口からは火炎球ではなく、ドリル弾丸を発射する。
また、原作版とアニメ版では若干容姿が異なる点がある。
服部 ゆう子（はっとり ゆうこ）
声 - なし / 井口裕香
絢子の妹。忍者でありながら、新人アイドル“星野ゆり”として活動している。過去に魔獣に噛まれたことがあり、それが原因で魔獣嫌いになった。首筋には魔獣の細胞が残留していて、時々攻撃的な性格となり、相手を倒すこと以外考えられなくなる。魔王大戦時では、魔獣を殺すことしか頭になかった。
市街地で魔獣に襲われているところをブレイブに助けられ、彼の熱烈なファンになった。
三輪 ユキコ（みわ ユキコ）
声 - 矢作紗友里
寛の妹。
木多 淑恵（きた よしえ）
掲示板では淑彦と名乗っている。仮想異空間に飛んだときも淑彦と名乗っていた。
メギス神に使える神官を父に持つ17歳の少女。10歳までに7つの言語を習得したり、15歳で大学卒業資格を得るほどの天才かつマッドサイエンティスト。趣味は数学、ゲーム、プログラミング。
2Vに騙されて仮想異空間を制御する装置をつくりゼロ復活の一因を作ってしまったが、反省後は阿九斗たちに協力する。
けいす
身長120センチメートルほどのリラダン。背中に180センチメートルの刀を担いでいて知能はあまり良くない。ゼロを封印できる唯一のリラダンであり月面基地にあるゼロの本体の機能を制御している。メギス神の仮想異空間内に初代魔王のプログラムの一部と共に封印されていた所、仮想異空間内に飛んできた淑恵、絢子、阿九斗らに出会う。
ゼロを封印したあとも淑恵の元に居る。
ゼロ
初代魔王にしてコンピュータ神の根幹システム。人類が唯一作り出せた自我を持つプログラムである。第二段階で封印されている。人類の完全な保護をしようとしたがけいすにより機能を制限され月面基地にて混濁した意識でいた、2Vによって封印が解かれた後人類の完全な保護を完遂しようとするが阿九斗と殴り合い奇跡を目の当たりにして自分の間違いを知り阿九斗達に人類の管理を任せ自ら休眠することを選ぶ。
コンピュータ神
人類が作り出したシステム上の神、自我が無いのでゼロの機能を使い自立思考しておりマナを使い洗礼を受けた人々の行動を監視している。スハラ神メギス神など種類がある。
ノニモラ
海を越えた南方の島国に住むマーライ族の娘、皇帝の血を引いている。
マリン
海の中にある共和国の国王の青年で皇帝の血を引いている。

## 用語解説
マナ
魔法を行使するためのエネルギー。
リラダン
本作の世界におけるアンドロイドを指す。
魔王
神が作り出した存在。約100年ごとに生み出される。神の代行者として人類を滅ぼすために生み出される者。
神
神話などで描かれる「神」ではなく、人工的に生み出された機械的なシステムである。周囲に配置された巫女アンドロイド数十体によって守られている。
自同律
魔王と結ばれ、新世界の父となるための存在。しかもすべてけーなと同じ顔をしている。
CIMO8（サイモエイト）
帝国の諜報機関。
玄鶴
政府軍の巨大飛行空母。

## 既刊一覧

### 小説
- 水城正太郎（著）・伊藤宗一（イラスト） 『いちばんうしろの大魔王』 ホビージャパン〈HJ文庫〉、全13巻
  1. 2008年2月1日初版発行（同日発売[8]）、ISBN 978-4-89425-660-6
  2. 2008年5月1日初版発行（同日発売[9]）、ISBN 978-4-89425-703-0
  3. 2008年9月1日初版発行（同日発売[10]）、ISBN 978-4-89425-759-7
  4. 2008年12月1日初版発行（同日発売[11]）、ISBN 978-4-89425-794-8
  5. 2009年3月1日初版発行（同日発売[12]）、ISBN 978-4-89425-830-3
  6. 2009年6月1日初版発行（同日発売[13]）、ISBN 978-4-89425-882-2
  7. 2009年9月1日初版発行（同日発売[14]）、ISBN 978-4-89425-929-4
  8. 2009年12月1日初版発行（同日発売[15]）、ISBN 978-4-89425-966-9
  9. 2010年4月1日初版発行（同日発売[16]）、ISBN 978-4-7986-0029-1
  10. 2010年8月1日初版発行（同日発売[17]）、ISBN 978-4-7986-0077-2
  11. 2010年12月1日初版発行（同日発売[18]）、ISBN 978-4-7986-0150-2
  12. 2012年10月1日初版発行（同日発売[19]）、ISBN 978-4-7986-0460-2
  13. 2014年4月1日初版発行（同日発売[20]）、ISBN 978-4-7986-0799-3

### 漫画
- 水城正太郎（原作）・伊藤宗一（作画） 『いちばんうしろの大魔王』 秋田書店〈チャンピオンREDコミックス〉、全5巻
  1. 2009年6月5日初版発行（5月20日発売[21]）、ISBN 978-4-253-23466-5
  2. 2010年4月5日初版発行（3月19日発売[22]）、ISBN 978-4-253-23467-2
  3. 2011年6月5日初版発行（5月20日発売[23]）、ISBN 978-4-253-23468-9
  4. 2012年5月5日初版発行（4月20日発売[24]）、ISBN 978-4-253-23469-6
  5. 2014年5月5日初版発行（4月18日発売[25]）、ISBN 978-4-253-23470-2

## ドラマCD
EDGE RECORDSより発売。
1. 白いお米は救世主!?（2009年2月25日発売/BNEG-1010）
2. 黒いあいつは温泉源!?（2009年9月30日発売/BNEG-1013）

## テレビアニメ
2009年9月発売の原作小説第7巻でHJ文庫発のオリジナル作品としては初めてのテレビアニメ化が発表され、2010年4月から6月まで独立UHF局などにて放送された。
主な舞台であるコンスタン魔術学院の校舎は、東海大学湘南キャンパス（主に1号館、2号館、3号館）がモデルになっている。

### スタッフ
- 原作 - 水城正太郎（HJ文庫・ホビージャパン）[4]
- 監督 - 渡部高志[4]
- シリーズ構成 - 吉岡たかを[4]
- キャラクター原案 - 伊藤宗一[4]
- キャラクターデザイン・総作画監督 - 小林利充[4]、小関雅[5]
- 玄鶴・黒龍デザイン - 宮武一貴
- 美術監督 - 河合伸治[5]
- 色彩設計 - 西尾梨香[5]
- 撮影監督 - 大西博[5]
- 編集 - 中葉由美子[5]、村井秀明[5]
- 音楽 - 加藤達也[5]
- 音楽プロデューサー - 伊藤善之[5]
- 音響監督 - 本山哲[5]
- プロデューサー - 丸山創[5]、加藤正純[5]、横田正明[5]、櫻井優香[5]、神部宗之[5]
- 制作プロデューサー - 渡辺秀信[5]
- 制作 - アートランド[4]
- 製作 - コンスタン魔術学院[4]（マーベラスエンターテイメント、メディアファクトリー、ホビージャパン、エー・ティー・エックス、グッドスマイルカンパニー、ジェンコ、ランティス）

### 主題歌
オープニングテーマ「REALOVE:REALIFE」
作詞 - 畑亜貴 / 作曲・編曲 - 黒須克彦 / 歌 - スフィア
第1話、第12話ではエンディングテーマとして使用。第11話では未使用。また、フルサイズは前半がソロパートになっているが、テレビ版はデュオになっている点も異なっている。
エンディングテーマ「Everyday sunshine line!」
作詞 - こだまさおり / 作曲 - 関野元規 / 編曲 - TSUKASA（Sound Online） / 歌 - 麻生夏子
上述の理由で第1話、第12話では未使用。

### 各話リスト
| 話数   | サブタイトル          | 脚本       | 絵コンテ          | 演出                  | 作画監督                                                                    |
| ------ | --------------------- | ---------- | ----------------- | --------------------- | --------------------------------------------------------------------------- |
| ACT 1  | 魔王が誕生しちゃった! | 吉岡たかを | 渡部高志          | 神保昌登              | 小関雅                                                                      |
| ACT 2  | おかしな監視員        | 吉岡たかを | 渡部高志          | 高島大輔              | 緒方美枝子                                                                  |
| ACT 3  | ちょっと怖い先輩      | 吉岡たかを | 渡部高志          | 野亦則行              | 斉藤美香、西野理恵 宮田奈保美、猿渡聖加 雨宮英雄                            |
| ACT 4  | 独房は楽しい?         | 吉岡たかを | 渡部高志          | 関野圭一              | 梶浦伸一郎                                                                  |
| ACT 5  | 地下迷宮にご用心      | 吉岡たかを | 渡部高志          | 矢吹勉                | 杉光登                                                                      |
| ACT 6  | 臨海学校へ行こう!     | 赤星政尚   | 神保昌登 渡部高志 | 木村崇裕              | 若野哲也                                                                    |
| ACT 7  | 伝説の勇者現る!       | 赤星政尚   | 神保昌登 渡部高志 | 神保昌登              | 沼田誠也                                                                    |
| ACT 8  | あの子にご執心?       | 吉岡たかを | 渡部高志          | 則座誠                | 細山正樹                                                                    |
| ACT 9  | とんだお見合い騒動    | 赤星政尚   | 渡部高志          | 安藤正臣              | 猿渡聖加、宮崎修治                                                          |
| ACT 10 | 阿九斗の帝都大戦争    | 赤星政尚   | 渡部高志          | 水本葉月 下田久人     | 小林ゆかり、鎌田祐輔 宮田奈保美、杉光登                                     |
| ACT 11 | 女たちの最終決戦      | 赤星政尚   | 渡部高志          | きみやしげる 副田栄治 | 西村理恵、富山大輔 鳥居貴史、高原修司 服部憲治                              |
| ACT 12 | おしまいは完璧?       | 吉岡たかを | 渡部高志          | 矢吹勉 安藤正臣       | 小林利充、小関雅 宮田奈保美、杉光登 問田一八、宮崎修治 小林ゆかり、鈴木伸一 |

### 放送局
| 放送地域 | 放送局     | 放送期間               | 放送日時           | 放送系列       | 備考                            |
| -------- | ---------- | ---------------------- | ------------------ | -------------- | ------------------------------- |
| 東京都   | TOKYO MX   | 2010年4月2日 - 6月18日 | 金曜 25:30 - 26:00 | 独立UHF局      |                                 |
| 埼玉県   | テレ玉     | 2010年4月3日 - 6月19日 | 土曜 25:30 - 26:00 | 独立UHF局      |                                 |
| 千葉県   | チバテレビ | 2010年4月3日 - 6月19日 | 土曜 25:35 - 26:05 | 独立UHF局      |                                 |
| 神奈川県 | tvk        | 2010年4月3日 - 6月19日 | 土曜 26:30 - 27:00 | 独立UHF局      |                                 |
| 日本全域 | AT-X       | 2010年4月5日 - 6月21日 | 月曜 11:00 - 11:30 | CSチャンネル   | リピート放送あり 製作委員会参加 |
| 兵庫県   | サンテレビ | 2010年4月6日 - 6月22日 | 火曜 26:10 - 26:40 | 独立UHF局      |                                 |
| 愛知県   | テレビ愛知 | 2010年4月7日 - 6月23日 | 水曜 26:28 - 26:58 | テレビ東京系列 |                                 |
| 日本全域 | まべちゃん | 2010年4月8日 - 6月24日 | 木曜 24:00 更新    | ネット配信     | 第1話と最新話のみ無料配信       |
| 日本全域 | ShowTime   | 2010年4月9日 - 6月25日 | 金曜 15:00 更新    | ネット配信     | 第1話と最新話のみ無料配信       |

### 映像特典
DVD/BD（セル版のみ）各巻収録の映像特典短編アニメ『もひとつおまけの大魔王』。
| 話数   | サブタイトル                                     | 原案       | 脚本       | 絵コンテ | 演出     | 作画監督 |
| ------ | ------------------------------------------------ | ---------- | ---------- | -------- | -------- | -------- |
| ACT 01 | ドキ!?女子だらけの水泳大会!ポ○リもあるよ!?       | 水城正太郎 | 門田祐一   | 渡部高志 | 野亦則行 | 小関雅   |
| ACT 02 | 絢子のドキドキ忍法帖!?                           |            | 吉岡たかを | 渡部高志 | 野亦則行 | 小関雅   |
| ACT 03 | けーなの愛のエプロン!?                           | 水城正太郎 | 門田祐一   | 渡部高志 | 野亦則行 | 小関雅   |
| ACT 04 | 遭難サバイバル!?                                 | 水城正太郎 | 門田祐一   | 渡部高志 | 矢吹勉   | 鳥居貴史 |
| ACT 05 | ころねリポート。或いは紗伊阿九斗のつつがない日常 |            | 吉岡たかを | 渡部高志 | 矢吹勉   | 小関雅   |
| ACT 06 | ユカイツーカイ生徒会!?                           |            | 吉岡たかを | 渡部高志 | 矢吹勉   | 小関雅   |

### CD
| 発売日        | タイトル                                                                               | 規格品番  |
| ------------- | -------------------------------------------------------------------------------------- | --------- |
| 2010年5月26日 | いちばんうしろの大魔王 ドラマ&キャラクターソングアルバム〜いちばんうしろにあるキモチ〜 | LASA-5046 |
| 2010年6月23日 | いちばんうしろの大魔王 オリジナル・サウンドトラック                                    | LASA-5053 |

## Webラジオ
インターネットラジオ番組『いちばんうしろの無限大ラジ王』が、テレビアニメ公式サイトなどで配信された。タイトルの「無限大」はアニメ主題歌「REALOVE:REALIFE」の歌詞に由来する。全8回。
このほか、DVD/BD各巻初回版特典のラジオCD『もひとつおまけの無限大ラジ王』が全6回、一般流通のラジオCD『いちばんうしろの大魔王 ラジオCD〜これで最後の無限大ラジ王〜』が全1回ある。

### 配信
- 更新日：2010年4月1日 – 7月8日 毎週木曜日
- 配信サイト
  - マーベラスエンターテイメント テレビアニメ公式サイト （バックナンバーなし、更新終了後も最終回は聴取可）
  - ランティスウェブラジオ（バックナンバー数回あり）
  - 音泉（バックナンバーなし）
  - ニコニコチャンネル マーベラスエンターテイメント公式ちゃんねる まべちゃん（#5まで配信、バックナンバー全回あり、更新終了後も#5までは聴取可）

### 出演者
- パーソナリティ
  - 豊崎愛生（曽我けーな 役）
  - 日笠陽子（服部絢子 役）
  - 悠木碧（ころね 役）
- ゲスト
  - #5（5月27日） 伊藤静（江藤不二子 役）
  - #6（6月10日） 近藤隆（紗伊阿九斗 役）
  - #7（6月24日） たかはし智秋（鳥井美津子 役）
  - #8（7月08日） 広橋涼（リリィ白石 役）

### コーナー
- いちばんうしろのメール紹介
- 職業 魔王
- 大魔王語録
- こめこめくらぶ
- 服部絢子
- ころねの冗談です
- 大魔王インフォメーション

### ラジオCD（市販）
本編終了後の2010年7月14日ランティスから、『いちばんうしろの大魔王 ラジオCD〜これで最後の無限大ラジ王〜』が発売された。タイトルどおり「本当の最終回」に位置づけられた完全新録だが、本編最終回より収録は前のようである。
パーソナリティは本編と同じ3人、ゲストは近藤隆。番組進行は本編と同様だが、コーナーが「パワーアップ」しており、「職業 魔王」と「大魔王語録」が合わせて「職業：大魔王語録」、「服部絢子」が「日笠陽子」、「こめこめくらぶ」が「きゃぺきゃぺくらぶ」（本編での話題にちなみししゃもとキャペリンを食べ比べ）に変わっている。

## イベント
2010年3月27日に東京ビッグサイトで開催された東京国際アニメフェア2010にて催された。
- 「コンスタン魔術学院PRESENTS 春満開!放送直前だよ!!『いちばんうしろの大魔王』トークショー」
- 「コンスタン魔術学院PRESENTS 春満開!! 放送直前『いちばんうしろの大魔王』スペシャルステージ」

## 関連製品
トレーディングカード
テレビアニメ版のトレーディングカードが、2010年8月26日にグラシアより発売されている。全80種類。場面写真や設定資料を使用したカードの他に、出演声優の箔押しサインカードも封入されている。
立体フィギュア
クイーンズゲイトに参戦していることから「1年A組委員長 服部絢子」が立体化されている。
またねんどろいどぷち いちばんうしろの大魔王セットも発売。
胸部マウスパッド
- いちばんうしろの大魔王 立体マウスパッド 服部絢子
- いちばんうしろの大魔王 立体マウスパッド ころね

モバイルコンテンツ
2010年より、ゲーマーズモバイルにて携帯向けきせかえやメディファク★モバイルなどにて待ち受けの配信が行われた。